# Whitehaven (Maryland)
Whitehaven – jednostka osadnicza w Stanach Zjednoczonych, w stanie Maryland, w hrabstwie Wicomico.